# Cosmopolitan TV
Cosmopolitan TV és un canal de televisió de pagament gestionat per l'empresa Hearst Entertainment & Syndication, filial de Hearst Corporation. La cadena està dirigida al públic femení i els continguts predominants del canal són sèries i cinema americà i programes de moda i tendències. El canal va ésser estrenat l'1 de març de 2000 a Espanya, el 2002 a Amèrica del Sud i el 14 de febrer de 2008 al Canadà.

## Series en emissió o emeses pel canal
- Bedlan
- Betty
- Charmed
- Cougar Town
- Hellcats
- Men in trees
- Gossip Girl
- Grey's Anatomy
- Sex and the City
- One Tree Hill
- Veronica Mars